# チャールズ・フローマン
チャールズ・フローマン（Charles Frohman、1856年7月15日 - 1915年5月7日）はアメリカ合衆国の劇場プロデューサー。1889年まで演劇を、1892年よりブロードウェイ・シアターでプロデュースしていた。アメリカ演劇界で多くのスターを発掘および売り出していた。
1896年、全米の演劇界を独占支配する約20年に亘る劇場シンジケートを共同で創立した。ジェームス・マシュー・バリーなどの脚本家に作品の宣伝のためにロンドンにあるデューク・オブ・ヨークス・シアターを貸し出しており、1904年12月、バリーの『ピーター・パンあるいは大人になりたがらない少年』初演のプロデュースをし、1905年1月、アメリカで開幕した。アメリカ公演ではフローマンの贔屓であったモード・アダムスが主演した。1910年頃までシーモア・ヒックスなどのイギリス人プロデューサーたちと共同で『Quality Street 』、『The Admirable Crichton 』、『The Catch of the Season 』、『The Beauty of Bath 』、『ワルツの夢』など数々のヒット作を生み出した。ロンドンでヒットした作品はニューヨークでも上演された。
フローマンは700以上の作品のプロデュースを行なった。1915年、まだ活躍中に客船ルシタニア号の沈没により亡くなった。

## 生い立ちおよび経歴
オハイオ州センダスキーにてダニエル、グスタフに続く三男としてユダヤ系アメリカ人の家系に生まれた。生年が1860年と誤まられることが多く、また墓石には7月16日生まれと記されているが、正確な日付は1856年7月15日である。1864年、一家はニューヨークに転居した。12歳の頃、昼間は通学し、夜は『ニューヨーク・トリビューン』の事務所で働き始めた。1874年、『デイリー・グラフィック』で働き始め、夜はブルックリンにあるフーリーズ・シアターで券売係をしていた。1877年、ジョン・ディロンと共にシカゴ・コメディ・カンパニーとして『Our Boys』に主演した。その後ヘイヴァリー・ユナイテッド・マストドン・ミンストレルの支配人となり、アメリカおよびヨーロッパを巡業した。その後しばらく兄のダニエル、グスタフと共にニューヨークにあるマディソン・スクエア・シアターの経営を行なった。1886年までには劇場プロデュースを開始していた。

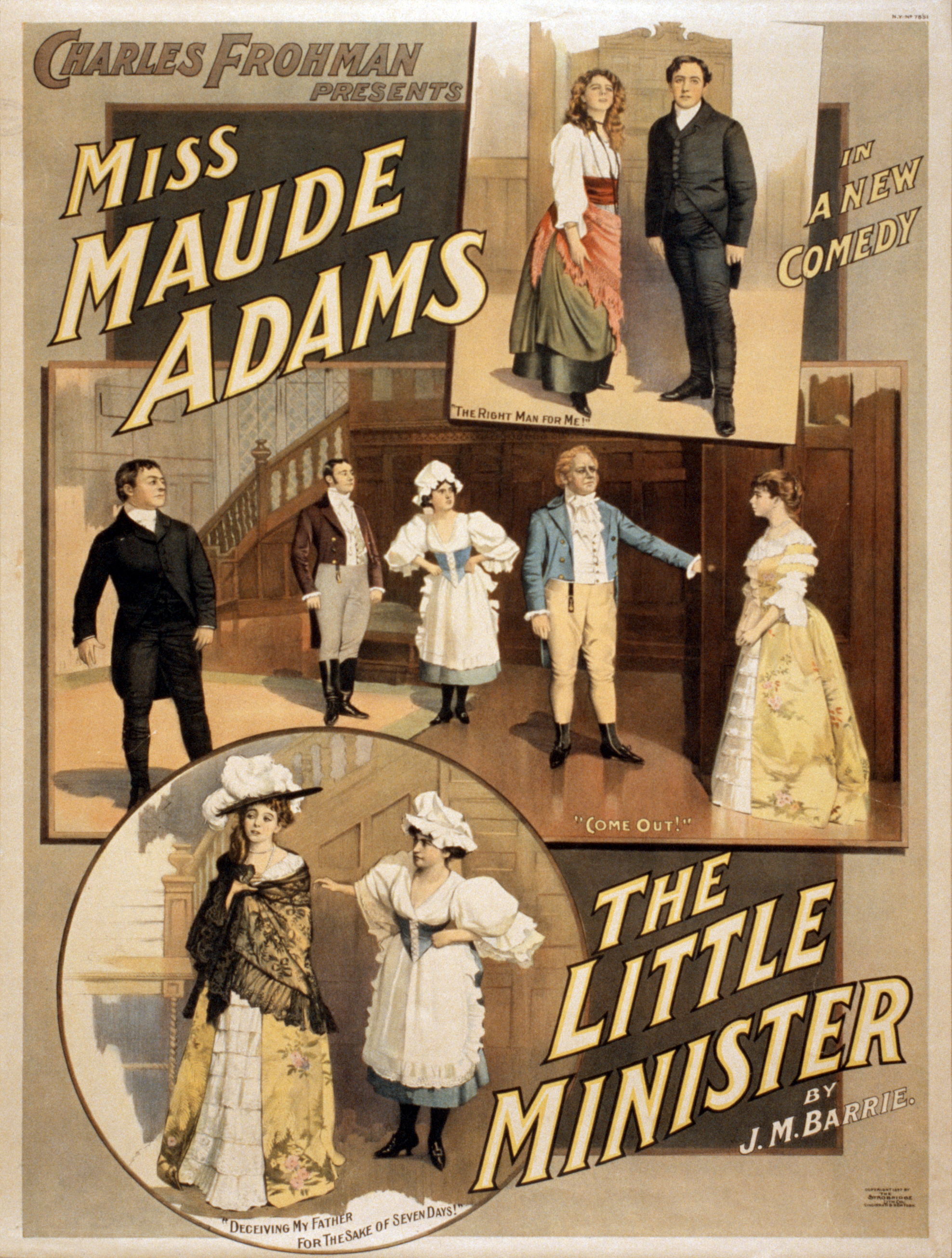
ジェームス・マシュー・バリー作、モード・アダムス主演、フローマンのプロデュースによる『小牧師』

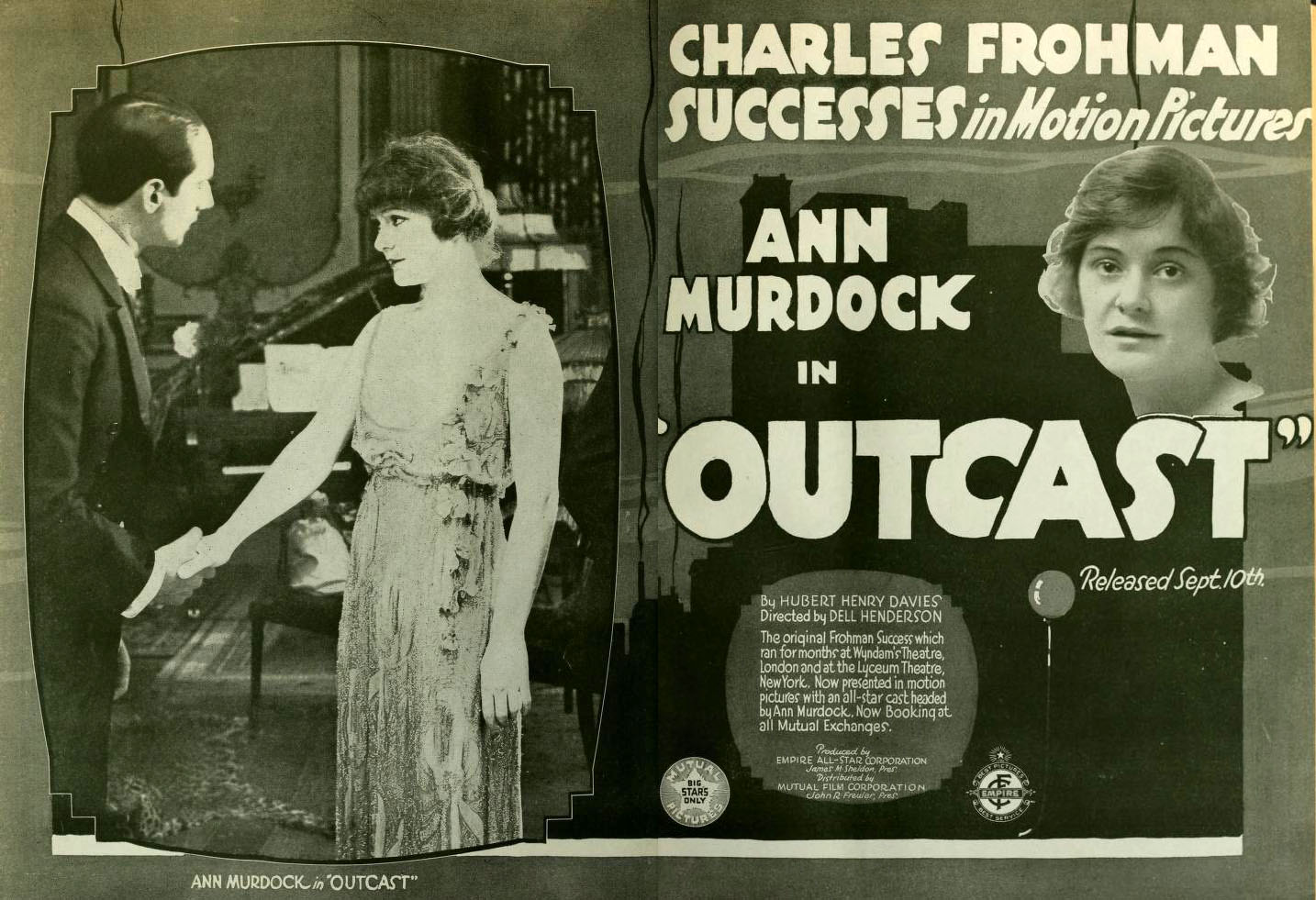
1917年、『The Outcast 』

1889年、ブロンソン・ハワードの戯曲『Shenandoah 』でプロデューサーとして初の成功を収めた。1892年、フローマンにとって初のブロードウェイ劇場となるエンパイア・エンパイアを獲得するため、エンパイア・シアター・ストック・カンパニーを創立した。1893年、フローマンにとって初のブロードウェイ演劇作品となるクライド・フィッチ作『Masked Ball 』をプロデュースした。モード・アダムスはこの作品で初めてジョン・ドリュー・ジュニアの相手役を務め、以降2人は数々のヒット作を生み出した。すぐにフローマンはギャリック・シアター、クライテリオン・シアターを含むニューヨーク市内の5つの劇場を獲得した。ウィリアム・ハリス、アイザック・B・リッチと共に、ボストンにあるコロンビア・シアター、パーク・シアター、ホリス・ストリート・シアター、コロニアル・シアター、ボストン・シアター、トレモント・シアターのオーナーとなった。1895年、オスカー・ワイルド『真面目が肝心』ニューヨーク初演をプロデュースした。同年、『The Shop Girl 』をプロデュースした。
フローマンは新人発掘の才能でも知られていた。フローマンが発掘したスターはウィリアム・ジレット、ジョン・ドリュー・ジュニア、エセル・バリモア、ビリー・バーク、E・H・サザン、ジュリア・マーロウ、モード・アダムス、ポール・ギルモア、エヴリン・ミラード、ヘンリー・ミラー、ウォルター・E・パーキンスなどである。1896年、フローマン、アル・ヘイマン、エイブ・アーランジャー、マーク・クロウ、サミュエル・F・ニクソン、フレッド・ジマーマンは劇場シンジケートを組織した。全米の出演契約をシステム化し、協定や契約の全ての面でコントロールする独占支配となった。1910年代終盤、シュバート・ブラザーズがこれを解体させるまで続いた。
1897年、アメリカと同様に、イギリスでもロンドンにあるデューク・オブ・ヨークス・シアターを貸し出し劇作の売り出しを行なっていた。この劇作家にはクライド・フィッチ、ジェームス・マシュー・バリー、エドモン・ロスタンなどが含まれる。フローマンにとってプロデューサーとしての最大の成功はバリーの『ピーター・パンあるいは大人になりたがらない少年』初演であった。1904年12月、デューク・オブ・ヨークス・シアターにてニーナ・ブーシコーが主演した。1905年1月、モード・アダムス主演でフローマンのプロデュースによりアメリカでも上演された。20世紀初頭、イギリスの俳優でプロデューサーのシーモア・ヒックスと共にロンドンにて『Quality Street 』(1902)、『The Admirable Crichton 』(1903)、『The Catch of the Season 』(1904)、『The Beauty of Bath 』(1906)、『The Gay Gordons 』(1907)、『ワルツの夢』(1908)などミュージカルやコメディをプロデュースし、成功を収めた。ロンドンのほかの劇場支配人たちともパートナーを組んでいた。ロンドンとニューヨーク双方でヒット作を上演するシステムはフローマンの尽力により成功した。1910年、デューク・オブ・ヨークス・シアターでレパートリー制を導入しようと試みた。フローマンはバリー、ジョン・ゴールズワージー、ハーレイ・グランヴィル・バーカーなどの作品の宣伝を行なった。この試みは暫定的で、1910年5月、ヒットが確実であってもエドワード7世の死去に伴いロンドン中の劇場を閉鎖し上演を中止した。
フローマンのヒット作はほかに『The Dollar Princess 』(1909年)、『The Arcadians 』(1910年)、『The Sunshine Girl 』(1913年)、『The Girl From Utah 』(1914年)などがある。1915年までにフローマンは700以上の作品をプロデュースし、シーズンごとに約700名の俳優を含む約1万人を雇用し、1年で計3,500万ドル(2010年の貨幣価値で7億ドル)を給与として支払った。フローマンはロンドンの5館、ニューヨークの6館、全米で200館以上の劇場を支配していた。長年の同居人である舞台批評家チャールズ・ディリンガム(1868年-1934年)も著名なプロデューサーとなった。

## 客船ルシタニア号での死

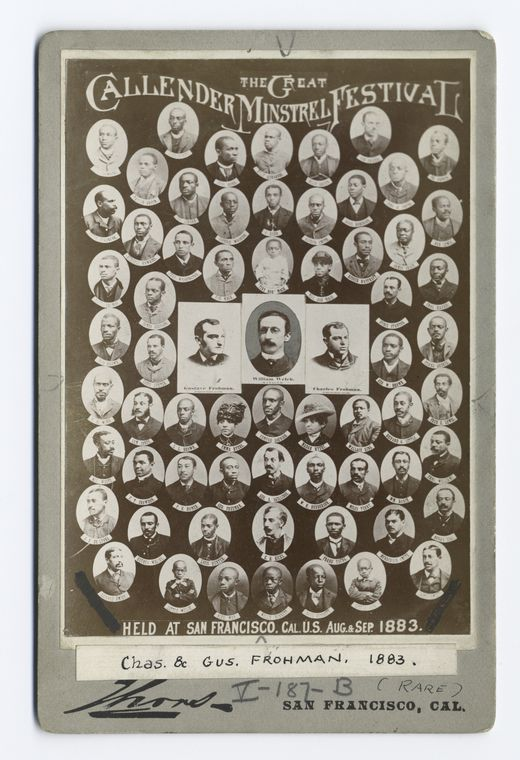
1883年、『キャレンダー・ミンストレルズ・フェスティバル』(中央右)

1915年5月、通常通りロンドンおよびパリにある自身の劇場に訪問するためキュナード・ラインの客船ルシタニア号でヨーロッパに向かった。作曲家ジェローム・カーンが同行する予定であったが、前夜パーティでリクエストに応えて演奏し続けたため寝坊して同行できなかった。ウィリアム・ジレットも同行する予定であったが、フィラデルフィアでの契約が残っていたため同行できなかった。
3年前の秋からの膝のリウマチが航海中も痛んでいたが、5月7日のよく晴れた朝はとても気分が良かった。自室や食卓でほかの客と楽しい時間を過ごしていた。午後2時10分、演劇界での人生を語っていると、アイルランドのオールド・ヘッド・オブ・キンセールから14マイルに近付いたところで、ドイツのUボートU-20号から魚雷が発射され右舵に当たった。1分もしないうちに小規模な爆発の後、2度目の爆発が起きた。
乗客たちがパニックとなる中、フローマンは遊歩甲板でおしゃべりや喫煙をしていた。フローマンは落ち着いた様子で「なんとかなるだろう」と語った。足が悪く杖を使用するフローマンは救命ボートに飛び降りることもできなかった。フローマンと富豪のアルフレッド・グウィン・ヴァンダービルトは託児室で乳児の寝るバシネットに救命胴衣を結び付けた。その後甲板に出ると女優リタ・ジョリヴィエとその義兄弟ジョージ・ヴァーノン、そしてアリック・スコット船長を見つけた。最期の時、彼らは握手をし、フローマンは自身の最大のヒット作『ピーター・パン』の台詞を引用して「なぜ死を恐れる？死は我々に与えられた最も素晴らしい冒険ではないか」と語った。フローマンのゆかりの人物で唯一生存したジョリヴィエはのちに「轟音、高波が甲板を覆った。一瞬で私たちは散り散りになり、以降その勇敢な男性たちに会うことはなかった」と語った。
59歳の誕生日から1ヶ月と1週間前にフローマンは亡くなった。その後遺体はオールド・ヘッド・オブ・キンセールの沿岸で発見され、溺死ではなく重量物の落下の下敷きとなり亡くなったことが判明した。147名の遺体と共に並べられ、救助されたアメリカ人が新聞に掲載された写真をもとに身元を確認していった。フローマンの遺体はとりわけ損傷が少なかった。5月25日、ニューヨークにあるエマニュエル礼拝堂で葬儀が行なわれ、クイーンズ区リッジウッドのユニオン・フィールド墓地に埋葬された。モード・アダムスによりロサンゼルスで、ジョン・ドリューによりサンフランシスコで、ビリー・バークによりタコマで、ドナルド・ブライアン、ジョセフ・コーソーン、ジュリア・サンダーソンによりプロビデンスで、フローマンが発掘したスターたちにより全米で追悼式が行われ、ロンドンにあるセント・ポール大聖堂およびセント・マーティン・イン・ザ・フィールズの教会でも慰霊祭が行なわれた。またフランス作家アカデミーより賛辞が送られた。
ニュンペーの彫刻や碑文が施された噴水があるフローマンの記念碑がバッキンガムシャーのマーロウにあるテムズ川沿岸のコーズウェイに位置している。

## 作品への登場
1946年、映画『雲流るるはてに』でハリー・ヘイデンにより演じられた。1978年、BBCミニシリーズ『The Lost Boys 』でウィリアム・フットキンスにより演じられた。1978年、テレビ番組『Ziegfeld: The Man & His Women 』でネヘマイア・パーソフにより演じられた。1980年、映画『ある日どこかで』でクリストファー・プラマーが演じたフォーセット・ロビンソンはフローマンをモデルにしている。。2004年、映画『ネバーランド』でダスティン・ホフマンにより演じられ、2015年、この作品を基にしたブロードウェイ・ミュージカル『ファインディング・ネバーランド』でケルシー・グラマーにより演じられた。